# 末日時在做什麼？有沒有空？可以來拯救嗎？
《末日時在做什麼？有沒有空？可以來拯救嗎？》（日语：終末なにしてますか？忙しいですか？救ってもらっていいですか？，日文略称或）是一部由枯野瑛創作的輕小說，插畫由ue負責。
本作于於2014年11月至2016年4月在KADOKAWA的角川Sneaker文庫连载并集结成5卷出版，其外传（EX）在2017年2月出版。而续作《末日时在做什么？能不能再见一面？》（終末なにしてますか？もう一度だけ、会えますか？）在2016年4月在角川Sneaker文庫开始连载，截止2018年12月共刊行7冊。小说在2016年7月被改编成漫畫，於《月刊Comic Alive》上連載。同名的本作小说的電視动画版本在2017年4月至6月播出。
本作曾榮獲《這本輕小說真厲害！ 2016》的年度作品第五名、新作部門第二名。此外，本作更一度在網絡、網誌及日本書評網「讀書METER」上成為話題。
本篇与外传小说完结后，续篇故事《末日時在做什麼？能不能再見一面？》也已出版並完結。

## 故事簡介
「人類」遭到非比尋常的「獸」蹂躪而滅亡了，除了獨自從數百年沉睡中甦醒的青年威廉之外。現時，能代替「人類」打倒「獸」的，只有「聖劍」，及使用聖劍的妖精兵。可惜在戰鬥過後，「聖劍」雖能再次被他人使用，但用盡力量的妖精兵們卻只能殞命。
在友人的介紹下，威廉找到一份兵器管理員的工作，但沒想到被稱作兵器的竟然是一群少女。作為妖精兵，她們的命運只有使用「聖劍」、燃燒生命並擊退敵人。但至少，她們希望自己的存在能被他人記住，並且留下羈絆。

## 登場人物

### 第一部

#### 妖精倉庫
威廉·克梅修（Willem-Kmetsch，聲：新井良平（日本）；喬資淯（台灣））
本作男主角。世上僅存唯一人類，且是在浮遊大陸群中唯一能調整遺失兵裝（圣剑）的人。在地面上時為準勇者，黎拉率領的七人之一，稱號【無才高人】。18歲（肉體年齡；實際年齡為543歲）。被史旺·坎德爾稱為「黑瑪瑙劍鬼」。沒有女朋友，偏好溫柔可靠的年長女性。喜歡的食物是辣味夠勁的肉類料理。不敢吃爬蟲族的便當。與妮戈蘭的關係相當於農家和迷途羔羊。似乎混了許多血統。
為了弒殺守護星神「艾陸可·霍克斯登」的三尊地神之一的黑燭公而動用了數個頂尖護符、七道亡國級禁咒、十一把「開刃」至自毀程度的帕希瓦爾系列聖劍以及他沒資格動用的勇者劍技最終奧義，雖然最終成功將黑燭公的身軀燒得精光，並成為了拯救世界的準勇者，但自己亦遭到禁咒反噬而被石化。直至本作故事開始前的一年半，被奧爾蘭多貿易商會的打撈者於地表發現、帶回懸浮島並送至醫院，才脫離石化狀態。
在故事開始時，於第二十八號浮遊島上逛街時被珂朵莉撞到，之後更向她伸出援手。其後，在葛力克的介紹下，找到一份兵器管理員的工作，並獲得二等咒器技官的職位。在到達兵器倉庫後先後遇見珂朵莉及妮戈蘭，其後得知所謂的兵器實為於島上生活的一眾妖精兵少女。在珂朵莉等人出征討伐「獸」時向珂朵莉承諾當她活著回來後會製作大量奶油蛋糕予她。
在前往第十一號浮遊島後前往軍事設施打聽珂朵莉等人的狀況，得知軍情後誤以為珂朵莉等人在與「獸」的戰鬥中被擊殺，但在聽到珂朵莉等人的聲音後重拾歡顏，更用全力將珂朵莉抱在懷裏。
在得知娜芙德及蘭托露可意外地遺留在地表後，與珂朵莉及奈芙莲一同乘坐飛空艇搜索她們，但在成功之際卻受到「獸」的攻擊，最後與奈芙莲一同墜落地表。在甦醒後與奈芙莲一同被困於夢境內，其後得知夢境是由嘆月的最初之獸所創造，並知道最初之獸的真正身份是愛爾梅莉亞。
事件解決後被商國救走，而自己的部分記憶更被其師傅尼爾斯·迪鐵克·沃利納封印。其後逐漸回復記憶，更知道自己將會被「最初之獸」同化。在商國於浮遊島釋放「第二獸」並測試新兵器時，發現兵器內部竟然使用黄金妖精作為持續燃料，其後在破壞該新型兵器及了結了作為燃料的數位成年妖精兵的生命後，為了向軍隊證明成年妖精兵的戰略價值及守護即將消失的妖精倉庫，而甘願以「獸」的身份與艾瑟雅及蘭托露可交手，希望以此證明她們的價值，最終被手持聖劍「瑟尼歐里斯」的菈琪旭刺穿胸口，指她們合格後自行啟動聖劍的固有能力，回歸死亡。
遺體被送至第二浮遊島。其靈魂拒絕了尼爾斯·迪鐵克·沃利納前往另一世界的邀請，選擇和體內的「最初之獸」同存。
在第二部第四、五卷中以幻想體的形式再登场，在全系列的末尾时解開了封印回到妖精倉庫與妮戈蘭再會（小說第二部完結接回第一部末尾劇情，時間間隔大概五年）。
在动画蓝光盘中描绘了20岁后半的形象，声音演出的新井按照了和田监督的指示“请扮演28岁的吧”。根据描写的情节，作为18岁的青年，和年龄相差不大15岁的珂朵莉有实现恋情的可能性。那样的威廉也被新井评价为“被过去束缚真的很可怜，不帅的男人，但是，也是应该得到爱的男人”。
珂朵莉·諾塔·瑟尼歐里斯（Chtholly-Nota-Seniorious，聲：田所梓（日本）；林筱玲（台灣））
本作的女主角。妖精兵的少女。最強聖劍之一「瑟尼歐里斯」的適合者。
故事開始時在第二十八號浮遊島上意外摔倒而與威廉相遇，並受到他的幫助。而在此時威廉為了隱藏珂朵莉是無徵種而買的帽子亦在之後成為了珂朵莉的摯愛。
在半年前預知到其中一種「獸」將會來襲時，被告知除了開啟妖精郷之門（讓魔力失控以自爆）外便無其他可用手段，雖然本人很害怕死亡但亦知道別無他法而接受。在出征前向威廉道別，但是自己好不容易才下定決心卻被威廉毀掉，並向他承諾會活著回來。
在與「獸」的戰鬥後開始被前世侵食，曾一度人格崩溃，之后奇迹般地复活。在那之后記憶不但慢慢消失，頭髮顏色亦由藍逐漸轉紅，知道了自己总有一天会消失。因为各种各样的第一次的经验被威廉吸引着。
在得知娜芙德及蘭托露可因意外而遺留在地表後，便與威廉共同搜索。之後與威廉及葛力克進入地下遺跡，看到被冰封的少女後便失去意識。其後在第六獸攻擊飛空艇時拜托艾陸可，希望能返回現實世界。醒來後撿起了聖劍「狄斯佩拉提歐」，並從艦上一躍而下，在到達地表後斬殺了數百隻第六獸，成功保護了威廉及奈芙蓮，但此時已喪失了一切記憶。最後在對威廉說出「謝謝你」後因失去所有記憶而變為一具空殼。
來自原作中的珂朵莉的概念就是「普通的女孩子」。應對事情的时机掌握得不好，不得要領，并且徹頭徹尾的愛面子。原作者枯野表示是一邊想着「如果那样认真的女孩子和像威廉一样的男人相遇的話会怎么样呢？」一边创作。和田监督则將珂朵莉評為「因為是无论什么事都是拼尽全力的班长类型，往往也有顽固的一面」、「我當時是想著用『雖然对恋爱憧憬，经验却是零的女孩子的初次恋爱』的感觉來寫的話就好」。
奈芙蓮·盧可·印薩尼亞（Nephren-Ruq-Insania，聲：上原明里（日本）；陳貞伃（台灣））
妖精兵的少女。聖劍「印薩尼亞」的適合者。
像用图章盖出来的一副无表情的脸，很少有感情上的流露，但并不是不关心别人的人。不太说自己的事情，但对别人的伤痛很敏感，特别是以威廉「看起來放著不管的話就會崩潰」的理由待在他的身旁。
在得知娜芙德及蘭托露可遺留在地表時，與威廉及珂朵莉一同乘坐飛空艇搜索她們。在成功尋回她們並打算離開時，卻受到「獸」的攻擊，最終為了保護其他人而意外從飛空艇上墜落地表。在甦醒後得知威廉因擔心自身安危而離開飛空艇，更發現與他一同被困於夢境內。
事件解決後被護翼軍救走，因自己和威廉一同接受從愛爾梅莉亞身上剝落的「最初之獸」的執念而半獸化，但因為自己是妖精而不會被「最初之獸」同化。最後居住在第二浮遊島，拒絕了黑燭公藉由削弱瑟尼歐里斯的詛咒令威廉復活的提案。
和田監督把奈芙蓮的角色性質以「忠犬以及長年一起生活的『老犬』」的感覺有意識的塑造了出來。另外枯野關於奈芙蓮和威廉的關係描述為「和犬與飼主的關係相近」，同時將這種關係評論為「通過待在身邊互相支撐的關係」。
艾瑟雅·麥傑·瓦爾卡里斯（Ithea-Myse-Valgulious，聲：Machico（日本）；楊詩穎（台灣））
妖精兵的少女。聖劍「瓦爾卡里斯」的適合者。新的人格為三十年前喪命的妖精兵。与是好友。
在成為成體妖精兵後，原本的人格因不明原因而消失。新的人格在誕生後閱讀了舊人格所留下的日記，一度以為自己瘋了，甚至打算一死了之，但最後仍決定繼承這具身體。
因在艾尔毕斯事变中过度使用魔力无法再战斗而坐上轮椅。
蘭托露可·伊茲莉·希斯特里亞（Rhantolk-Ytri-Historia，聲：荒浪和沙（日本）；楊詩穎（台灣））
妖精兵的少女。聖劍「希斯特里亞」的適合者。
在進行護衛任務期間因乘坐的飛空艇被「獸」襲擊而墜落，並意外地遺留在地表。之後被威廉及奈芙莲等人成功救走。
第二部中離開了妖精倉庫，名義上於奧爾蘭多貿易商會工作。從大賢者口中得知這個世界的真相。並在大賢者處學習死靈術。
娜芙德·凱俄·狄斯佩拉提歐→娜芙德·卡羅·奧拉席翁（Nopht-Keh-Desperatio，聲：水瀨祈（日本）；陳貞伃（台灣））
妖精兵的少女。聖劍「狄斯佩拉提歐」的適合者。
在進行護衛任務期間因乘坐的飛空艇被「獸」襲擊而墜落，並意外地遺留在地表。之後被威廉及奈芙莲等人成功救走。
第二部第四卷再登場。負責陪同地面調查隊往返於地面與懸浮大陸之間。在狄斯佩拉提歐丟失後，重新適應了新的聖劍，改名為娜芙德·卡羅·奧拉席翁。
緹亞忒·席巴·伊格納雷歐（Tiat，聲：水間友美（日本）；楊詩穎（台灣））
妖精兵的少女。
也在第二部中登場，聖劍「伊格納雷歐」的適合者。被派遣至38號浮游島的萊耶爾市，協助護翼軍第五師團抵禦來自第39號浮游島上的〈沉滯的第十一獸〉的侵略，並且廢棄（預定）。
為了追捕菈琪旭及費奧多爾，跑到十一號島，而後為了阻止獸的蔓延，分別殺死了菈琪旭與費奧多爾。第二部第六卷最後發現自己成為莫烏爾涅的適格者。
潘麗寶·諾可·卡黛娜（Pannibal，聲：久保百合花（日本）；陳貞伃（台灣））
妖精兵的少女。
也在第二部中登場，聖劍「卡黛娜」的適合者。被派遣至38號浮游島的萊耶爾市，協助護翼軍第五師團抵禦來自第39號浮游島上的〈沉滯的第十一獸〉的侵略，並且廢棄（預定）。
菈琪旭·尼克思·瑟尼歐里斯（Lakhesh，聲：石見舞菜香（日本）；林筱玲（台灣））
妖精兵的少女。
也在第二部中登場，聖劍「瑟尼歐里斯」的適合者，持劍時有著以一敵三（緹亞忒、可蓉、潘麗寶）的實力。第二部第一卷末段有被前世侵蝕的跡象。
在蘋果打開妖精鄉之門時為保護棉花糖和費奧多爾，過度使用魔力被前世侵蝕後變成紅髮陷入昏迷。
前世為愛洛瓦·亞菲·穆爾斯姆奧雷亞（エルバ・アフェ・ムルスムアウレア），在第二部第三卷中甦醒後表現出對可蓉的敵意。後因費奧多爾的瞳數而將其認為仰慕對象。
被費奧多爾帶至十一號島後，遇見妮戈蘭等人，不過已經沒有相關回憶。之後發現遠離費奧多爾能減緩他的精神傷害，便主動離開。
後被莫烏爾涅控制，使大量第十四獸增殖，最後被費奧多爾及緹亞忒阻止而死。
可蓉·琳·布爾加特里歐（Collon，聲：木野日菜（日本）；林筱玲（台灣））
妖精兵的少女。
在第二部中登場，聖劍「布爾加特里歐」的適合者。被派遣至38號浮游島的萊耶爾市，協助護翼軍第五師團抵禦來自第39號浮游島上的〈沉滯的第十一獸〉的侵略，並且廢棄（預定）。
長相類似30年前的妖精兵「納莎妮亞·維爾·帕捷姆（ナサニア・ウィル・パーチェム）」，愛洛瓦甦醒後對其表現高度敵意。
阿尔蜜塔（Almita，聲：小日向茜（日本））
妖精兵的少女。稍微有点莽撞的性格。
第二部時，做了黃金妖精特有的夢。僅以藥物控制，而未前往獨眼鬼醫師處進行調整。
妮戈蘭·亞斯托德士（妮戈蘭·阿什泰托斯）（Nygglatho，聲：井上喜久子（日本）；楊詩穎（台灣））
食人鬼（Troll）族的女性。於奧爾蘭多貿易商會工作，且是妖精兵們的管理人。
第二部第四卷中，以「綁架重要人物」為由被第一師團通緝，與受害者穆罕默達利一同逃亡中。
食人鬼在成年後名字會去掉姓氏，因此在本篇中名字為「妮戈蘭」。

#### 護翼軍
灰岩皮（limeskin，聲：小杉十郎太（日本）；馬伯強（台灣））
爬蟲族的男性。軍人，護翼軍第二師團的一等武官，威廉的上司。
史旺·坎德爾（Souwong-Kandel，聲：麥人、田村睦心〈年輕時〉（日本）；馬伯強、楊詩穎〈年輕時〉（台灣））
大賢者。在數百年前是帝都賢人塔的秘寶，黎拉率領的七人之一，稱號【帝都賢人塔的秘藏之寶】，有著稀世才華的咒跡師，外號為「極星大術師」，力量不遜於佩有聖劍的準勇者。
之後與威廉等人組隊討伐星神「艾陸可·霍克斯登」，但在與艾米莎共同挑戰守護星神的三尊地神之一的翠釘侯時被其反殺。最後在意識消失前對自己刻下咒跡，以對自身的生命型態加以干涉，令自己不會因外傷或壽命大限而死，但同時不屬於人族。
在大地滅亡後、創立浮遊大陸群的過程中發揮出強大領導力，將人族的居住模式、制度及技術等套用於浮遊大陸。同時是創造黃金妖精的始作俑者之一。
於第二部的時間點，蘭托露可稱其已死亡。
外觀是老人的原因是枯野的「想寫老爺爺，無論如何都想寫」的理由。
巴洛尼·馬基希（聲：鈴木千尋（日本）；梁群（台灣））
「兔徵種」。憲兵科一等武官。得知威廉有調整遺跡兵器的能力，於11號島上出現在威廉面前，將他帶去拜會大賢者。
第二部第四卷，將緹亞忒借調至科里拿第爾契市與娜芙德一同行動。
紫小鬼的一等技官（聲：長（日本）；喬資淯（台灣））
「紫小鬼」。擔任援助部隊飛空艇「車前草」的指揮官。

#### 人族
愛爾梅莉亞·杜夫納（Almaria-Duffner，聲：佐藤聰美（日本）；林筱玲（台灣））
數百年前與威廉居於同一間養育院的女孩，經常稱威廉為「爸爸」。
對威廉持有好感，但枯野說到「這種好感不是對戀人的那種好感」。和田監督將聲出演的佐藤聰美的演技用「很好的把動畫獨特的愛爾梅莉亞形象完成了」做評價。
黎拉·亞斯普萊（Lillia-Asplay，聲：佐藤利奈（日本）；陳貞伃（台灣））
正規勇者，稱號【亡國姬勇者】。其師傅為第十八代正規勇者尼爾斯·迪戴克·佛利拿（尼爾斯·D·佛利拿）。
因為得知威廉有想幫助的人及歸宿，而代替他成為正規勇者。喜歡著威廉。
尼爾斯·迪戴克·佛利拿（尼爾斯·D·佛利拿）
異邦人。原十八代正規勇者，黎拉及威廉的師傅。正規勇者時的名號是「異鄉人尼爾斯」。威廉及愛爾梅莉亞所居住的養育院的創立人。與星神同樣，並非此世界的居民，而是由其他世界「漂流」過來。
酒品很糟。
席欧泰·布里克洛德
冒险者，威廉青年時的朋友，喜歡愛爾梅莉亞。
西爾葛拉穆·莫特
使用武技的冒險者，黎拉率領的七人之一，稱號【徒手武藝收集者】，擁有徒手將地形改變的能力。
艾米莎·霍鐸溫女性冒險者，黎拉率領的七人之一，稱號【爆炸魔】，可以使用強大的魔力。
凱亞·高特蘭
女性冒險者，黎拉率領的七人之一，稱號【鐵掃千鈞】。
納維爾特里·提戈扎可
準勇者，黎拉率領的七人之一，稱號 【北空蜃景】，拉琵登希比尔斯的原適用者。討伐星神后存活，為了拯救因星神的靈魂碎片過於稀薄而導致人類變回【獸】的危机，來到了威廉的家鄉「寇马各」。
阿貝爾•繆凱勒
初代正規勇者
托魯班•薛諾爾
歷屆正規勇者
香玉貝卡
歷屆正規勇者
不報名號的黑衣人
歷屆正規勇者
吉拿•諾登
歷屆正規勇者
朽刃瓦利
歷屆正規勇者
露希爾·薩克索伊德
配劍為潔爾梅菲奧。綽號為白金魔女，是第2代正規勇者，據說遭到自己拯救的人背叛，死於非命。

#### 星神與地神
艾陸可·霍克斯登（聲：岡田日花里（日本））
星神之一，由紅湖伯、翠釘候及黑燭公三尊地神守護。
在數百年前曾被黎拉以瑟尼歐里斯刺傷胸口，因而被封印了五百年（以上）。是珂朵莉的前世。
第二部中，與第二號浮游島一同陷入沉默。
黑燭公（聲：松山鷹志（日本）；馬伯強（台灣））
守護星神的三尊地神之一，擅長使用死靈術。是創造黃金妖精的始作俑者。
在數百年前與威廉交戰時被其將自己的身軀燒得精光，現時居於浮遊大陸的第二浮遊島內以黑色頭顱的形式活著。
第二部中，與第二號浮游島一同陷入沉默。
紅湖伯
守護星神的三尊地神之一，外型類似皇帶魚（在小說中被稱為「空魚」）。現時需寄生在他人的精神上才能顯現。
第二部中，與第二號浮游島一同陷入沉默。
翠釘候
守護星神的三尊地神之一。因不明原因被封印，現為一塊石板。

#### 其他人物
葛力克·葛雷克拉可（Grick-Graycrack，聲：千葉繁（日本）；馬伯強（台灣））
綠鬼族（Bogre）的男性打撈者。威廉的朋友，同時是介紹他去應徵兵器管理員的人。
經歷在地面被獸襲擊事件後出任護翼軍三等技官，成為地面調查隊的负责人。
菲樂可露比亞·德里歐（Phyracorlybia-Dorio，聲：井上穗乃花（日本）；陳貞伃（台灣））
簡稱菲兒。狼徵族的女性，科里拿第爾契市的現任市長的女兒。
穆罕默達利・布隆頓（聲：高橋伸也（日本）；喬資淯（台灣））
11號浮游島上科里拿第尔契市综合施疗院所属的醫師，妮戈蘭在學院求學時的前辈。對於做了特別的夢的幼體妖精進行「調整」，而成長為成體妖精兵投入戰鬥。
第二部第四卷的關鍵人物。知曉妖精調整技術的人進入了相繼被暗殺的狀態。在和妮戈蘭逃跑的時候被邀請去歐黛的藏身处。

### 第二部
費奧多爾·傑斯曼
第二部男主角。17歲，為墮鬼族（Imp）末裔的無徵種青年，擅長說謊與騙人伎倆。護翼軍第五師團的四等武官。雖然生為貧弱的『無徵種』，但不論在個人武藝、戰術知識、炮械操作等武官必備技能幾乎樣樣精通。目前擔任緹亞忒等人的監督。在潛入零號倉庫時被抓獲，越獄逃亡後被除去軍籍並受到通緝中。
出身於13號浮游島艾爾畢斯集商國的名門。表面上是品行端正的模範軍人，暗地策劃使多數浮游島墜落的計劃。有屬於堕鬼族的能力，此殘留的能力成功發揮之後，會使雙方心的碎片進行交換。在零號倉庫與被作為機密收藏的威廉的遺體對上眼後，變得能在鏡中見到威廉的「幻想體」。
在第六卷中為了黃金妖精的未來，選擇使用原初之獸的力量，並刻意製造出緹亞忒戰勝的結果，使黃金妖精的價值再次得到確立。
瑪格莉特·麥迪西斯
費奧多爾的原未婚妻，14歲，暱稱為「瑪格（マルゴ）」。出身13號島的無徵種世家，身上卻有著類似黑貓的返祖現象，由於此現象而被家族厭惡。7歲時與費奧多爾相遇。
於13號浮游島毀滅時被葛力克救出，認為費奧多爾一家已死亡。與費奧多爾一同行動時使用化名「斯帕達（Sparta）」。
歐黛·岡達卡（歐黛·傑斯曼）
費奧多爾的親姊姊，與費奧多爾一樣是墮鬼族擅長欺瞞，為了某種目的而暗中活躍中。妮戈蘭、穆罕默達利學院時代的舊識。
納克斯·赛爾卓
鷹翼族，護翼軍第五師團上等兵，待人處事輕浮，是費奧多爾的朋友。同時也從事（自稱副業的）情報商人，似乎有把柄落在艾瑟雅手中。受歐黛所托與費奧多爾成為朋友並就近監視。費奧多爾遭除去軍籍後，亦退出護翼軍。
佶格魯·摩澤古
暗中支持費奧多爾計劃的豚頭族富商。
莉艾兒（棉花糖）、蘋果(烏爾托)
在38號浮游島郊區被發現的藍髮及紅髮黃金妖精，在正式命名前由緹亞忒取的代稱，不知為何與費奧多爾相當親近。
與費奧多爾、菈琪旭一同外出時，與被偷渡進38號浮游島的第十一獸遭遇。為了保護其他三人，蘋果開啟了妖精鄉之門，失去了性命。此事件後，棉花糖被正式取名為「莉艾兒（Ryehl）」（由蘭托露可命名）。在與最終之獸決戰的地點發現珂朵莉.諾塔.瑟尼歐里斯的屍骸, 堅決帶走孤獨, 靈魂殘存的珂朵莉, 因而遭到前世(珂朵莉)精神侵蝕。因第一部第三卷的珂朵莉.諾塔.瑟尼歐里斯成為「一副無記億, 無感情的空殼」, 令莉艾兒同樣失去記憶, 但人格得以保留(仍然擁有對蘋果的記億)。從此帶着珂朵莉.諾塔.瑟尼歐里斯的心靈碎片生活(最後被娜芙蓮.廬可.印薩尼亞認出於莉艾兒體內的珂朵莉)。
優蒂亞
黃金妖精。尚未接受成體化調整處置。
愛洛瓦·亞菲·穆爾斯姆奧雷亞
黃金妖精。約莫三十年前殞命的成體妖精兵。原本與納莎妮亞在妖精倉庫很要好，但莫烏涅爾之夜時，兩人被派往27號懸浮島，但納莎妮亞早一步發現事情真相並選擇犧牲，愛洛瓦卻無法接受，覺得學妹們也會像他們一樣無意義的死亡，與納莎妮亞劍刃相向，右手被帕捷姆斬斷後與護送的攻擊艇中的莫烏涅爾契合，最後與納莎妮亞同歸於盡。
納莎妮亞·維爾·帕捷姆
黃金妖精。約莫三十年前殞命的成體妖精兵。原本與愛洛瓦是很要好的朋友，但莫烏涅爾之夜時，兩人被派往27號懸浮島，納莎妮亞在了解事情真相後以「保護懸浮大陸群」的立場與愛洛瓦產生分歧，與愛洛瓦決一死戰，砍掉愛洛瓦右手後被二等武官以火藥槍射擊，但意外倖存下來，為了阻止愛洛瓦與莫烏涅爾，最終兩人同歸於盡。

## 用語設定
獸
於數百年前突然出現，並殲滅了人族的生物。獸出現後短短幾天地圖上就少了兩個國家。一星期過後，五個國家、四座島嶼和兩片海洋都消失了。再隔一個星期，地圖本身已經失去其意義。據說從他們出現到人類滅亡，連一年都不到。
古靈族為保護大森林挺身而戰，然後滅亡。土龍族(Morrighan)為保護雄偉靈山挺身而戰，然後滅亡。龍為保護君臨生物頂點的尊嚴挺身而戰，然後滅亡。
「獸」被封印在人族體內中受到宿命性的死亡衝動很大的影響。而那些撲向死亡的衝動大致分為十七種。因此被解放後的「獸」也依特性分為十七種，而它們皆能使用類似念話的方法與同種溝通。但因每一種「獸」都屬於不同的種族，所以彼此沒法進行溝通。
「獸」的出現一度被認為是數百年前真界再想聖歌隊的研究成果，而且它們的前身為人族。後經尼爾斯·迪鐵克·沃利的解說，「獸」實際上才是這個世界的居民，但因星神思鄉而模仿故鄉製作了一個箱庭，並以自身靈魂的碎片封印了「獸」，且創造了人族。可是，由於星神的碎片有限，在人口逐漸增加的人族中有時會出現無法被封印者，而他們便會變回「獸」。
「嘆月的最初之獸」全世界只有一隻，能和人溝通。能使周圍的東西變成沙子。
「深潛的第六獸」的強度與數量可以被精準預測，有很多層，每消滅一層就會從體內再長出更強大的。
「沉滯的第十一獸」是黑色水晶，會將碰到的東西（除了沙子）同化。
「織光的第十四獸」以黑霧的形式出現。
已登場的獸包括：
- 嘆月的最初之獸（Chantre）
- 深潛的第六獸（Timere）
- 穿鑿的第二獸（Aurora）
- 絞吞的第四獸（Légitime tarde）
- 廣覆的第五獸（Materno）
- 沉滯的第十一獸（Croyance）
- 織光的第十四獸（Vinkra）
- 第三獸（Dependance)
- 終將來臨的最後之獸（Heritage)

浮遊大陸群
在「獸」殲滅人族及侵佔地表後，由史旺·坎德爾所創立，以免各種族被「獸」殲滅。另外，史旺將人族的居住模式、制度及技術等套用於浮遊大陸，同時他亦視大陸群為日後奪回地表的基地。
浮遊大陸群有一支名為護翼軍的軍隊。
聖劍
由各種護符組合而成的劍。
在數百年前被人族所使用，但在「獸」殲滅人族後便被遺留在地表上。其後被浮遊大陸的調查人員及打撈者在不同的人族遺跡發現，現被他們稱為遺跡兵器。
珀西瓦爾
曾經在地面上是量產型的淡藍色聖劍，因是量產型，重新洗練了劍的構造，保養之類的的工作也很變得容易。同時也可以在戰場上進行調整。當然，自身的威力，與其它高位的聖劍相比大而下降，是一把稍微不好的劍。威廉曾經用了好幾把帕西瓦爾來打倒黑燭公。
```
 (作品使用者:威廉)
```

瑟尼歐里斯
沒有被賦予規格，極位古聖劍之一，在現存的遺跡兵裝中，擁有最強大的力量。擁有非常特殊的資質(具備勇者風範)，只有極少一部分的人才能使用。由四十一個護符組成。能將所有事物都回歸「死亡」，包括不死者。曾作用於星神艾陸可身上。右揮斬龍左揮斬神，在眾多聖劍中屬於完工時期最早的成品之一。有很多別稱，赤銅龍剋星、摧神韻、白鞘密刃。是第18代與20代正規勇者的搭檔。人族歷史上已知使用者共有7人(不包含黎拉亞斯普萊)。
名稱 Seniorious 是英語 Senior 加上詞尾 -ious 得到的。
```
 (作品使用者:尼爾斯，黎拉，柯朵莉，菈琪旭)
```

穆爾斯姆奧雷亞
規格S。雖然可以實現有限的不死之生，但由於是有限的，所以終究會死亡。除了做好｢即使在這場戰鬥中燃燒帶盡也無所謂｣這種覺悟的人以外，沒有其他用途。但基礎規格很高，是一把厲害的劍。
```
(作品使用者:愛洛瓦)
```

瓦爾卡利斯
規格S。 雖然沒有強力的特殊能力，但總體上是規格很高的優秀的劍，沒有明顯的缺點。
```
(作品使用者:愛爾雅)
```

印薩尼亞
規格B。特殊能力是「推遲使用者的恐懼心」，但奈芙莲沒有使用過這項能力，所以實際上只是把很厲害的劍。四三七年十二月(第一部第三卷中)佚失於地表。
```
（作品中使用者︰薇爾蒂葉、羅娜、奈芙蓮）
```

希斯特里亞
規格B+。特殊能力是「積累過去使用者的記憶」，因為提取記憶的方法遺失，所以現在只是一把很厲害的劍。
名稱 Historia 是歷史的意思。
```
(作品使用者:恩托露可)
```

狄斯佩拉提歐
聖劍之一，由三十八個護符組成。。
此劍有著對特定生物造成最有效傷害的設定，特性為同族弒殺，是一把專門用來強化斬殺人族的劍。劍名的意思又為'斷絕的希望'，四三七年十二月佚失於地表(第一部第三卷中)。
```
(作品使用者:娜芙德，柯朵莉)
```

拉琵登希比爾斯
聖劍之一，是一把能將持有者的身心狀態控制在最佳水平的劍，同時是威廉曾經的伙伴、納維爾特里使用的聖劍。威廉強行把語言理解的護符塞入將其破壞。
伊格納雷歐
特殊能力是「將持有者變得較不顯眼」，位階與能力只比量產型高一點。現為緹亞忒所使用。
```
（作品中使用者:奧露可、緹亞忒）
```

莫烏涅爾
極位古聖劍之一，單純攻擊力遠在瑟尼歐里斯之上的危險武器，特殊能力是「加強羈絆」。只有前任使用者由衷信賴的夥伴才能使用(上一任使用者打從心底信賴，能夠將意志與未來託付出去的對象)。歷史上已知使用者共15人。容易失控。500年前由準勇者ヘルヴァ・T・ロンティス面對翠釘侯時使用。因覬覦者眾，100年前於地表發現後由護翼軍倉庫保存。現代則因不知名的原因使天稟變成「掌控知曉其能力者」，因此造成「莫烏涅爾之夜」，莫烏涅爾之夜是在30年前於27號懸浮島發生的事件，島上居民幾乎全滅，倖存者僅20餘人。
奧拉席翁
規格A，能力是｢實現小小的心願｣，是一種成就願望型能力的體現。然而並不能指定具體的願望，只會擅自實現使用者潛意識中的想法(在戰鬥中)，是一把難用的劍。
```
(作品使用者:娜芙德)
```

布爾加特里歐
規格A，特殊能力是｢淨化宣言｣，只要認定對方是敵人就會一味的地進行猛攻，但也沒辦法在途中停下來，而且凜卻時間也很長。撇開無法變通這一點不提的話，基礎規格也偏高，是一把厲害的劍。
```
(作品使用者:可蓉)
```

帕傑姆
規格A，特殊能力是｢成為戰場的希望｣，光是發動就能使使用者的一切能力提升到另一個環境。儘管基礎規格不高，但發動能力時，無論什麼劣勢都可扭轉，是相當極端的厲害之劍。
```
(作品使用者:納莎妮亞)
```

羅斯奧雷姆
規格A。特殊能力是「使精神飛翔」。能夠讓靈魂離開肉體並飛走……然而，要是讓原本就是類似靈體獲得肉體的黃金妖精使用，會發生很嚴重的問題。從在戰斗中發動會很危險的層面來看，也是一把很厲害的劍。
```
 (作品使用者:杜佳)
```

卡黛娜
規格B。是一把細長的單刃劍，在遺跡兵器中屬于組成金屬片極少的劍。特殊能力是「傳達心情」，但若是有想傳達的心情，還不如別拔劍直接說出來。基于這理所當然的道理，幾乎沒有使用能力的紀錄，某種意義上也是很厲害的一把劍。
```
（作品中使用者:潘麗寶）
```

荒涼之境 (Locus Solus)
一位魁梧準勇者的愛劍，曾經和威廉聯手對付南方紫龍。異稟能強化臂力，但因為療愈功能壞了，揮完劍的隔天肌肉會痠痛。
黃金蜜酒 (Mulsum Aurea)
在眩都里斯提攻防戰時一位準勇者帶著的劍，異稟據說能實現條件有限的不死之身。
西連
極位古聖劍之一，只有在特定彗星現蹤夜晚誕生的人才能使用。
潔爾梅菲奧
歷史上已知使用者只有一名，為第二代正規勇者露希爾·薩克索伊德(白金魔女)，除了她以外，沒有其他人能正確啟動這把劍，甚至嘗試的人都被它吞噬了。和它傳遞意志的人毫無例外都變質了，膚色改變，輪廓和骨架溶解，肌肉和內臟同化，最後變成翠銀色的圓胖物體。特殊能力是能持續模仿曾經活著的人，與瑟尼歐里斯完全相反。
真界再想聖歌隊（True world）
曾反抗帝國統治的數個武裝宗教組織之一。由威廉的師父建立。
組織內部分為主張「將世界復原為原有樣貌」的改革派及「將世界維持現狀」的保守派，而組織創立者所宣傳的理念為後者。
在討伐星神後，由納維爾特里組織將星神的遺體偷運至據點，計劃將星神的靈魂磨碎拯救人類，後來因突發事件導致計劃未成功，最後人族滅亡。
所殘留下的大塊靈魂則成了幼年的黃金妖精。
黄金妖精
黃金妖精在原理上，是來自早夭幼童的亡靈，因此，肉體本身是會受到精神影響的，妖精原則上只會有幼體時期，而為了抵抗獸，史旺和黑燭公發展、傳授了死靈術，也就是調整技術，五百年前稱為呪蹟（ソーマタージ）的技術，用以改變物體外貌，和人類誕生一樣的方法，當黃金妖精的幼體精神開始受到前世侵蝕（開始作夢）之後，精神產生了變質，理論上身體會隨著精神變化，但因為精神此時是混雜、扭曲的狀態，身體並沒有這麼容易直接轉變，此處，便進行了調整，也就是利用呪蹟使身體能夠隨著精神進行成長、變化。所謂的成體妖精是會產生完整變質的，並不再是死靈狀態。
若成為成體妖精會有嚴重後果，因此加了繁重的手續使妖精停留在不成熟的狀態。死後的妖精會成為新生妖精。
咒脈視
必須確實受過操作魔力的教育，並在體系化的訓練下持續學習，才能夠駕馭的技術。是將眼前在運作的咒力或魔力重疊在視野上加以感知，由於並非強化眼球本身的功能，只是「大腦以視覺來解釋透過五感以外的形式所感知到的東西」，所以就算被蒙上眼睛也能夠毫無障礙的使用，類似的技術還有咒脈嗅和咒脈觸等等。
火藥槍
種類：
剜眼者【Pupille Gorger】

## 出版書籍

### 小說
| 卷數                                     | KADOKAWA                                 | KADOKAWA                                 | 台灣角川                                 | 台灣角川                                 |
| 卷數                                     | 發售日期                                 | ISBN                                     | 發售日期                                 | ISBN                                     |
| 末日時在做什麼？有沒有空？可以來拯救嗎？ | 末日時在做什麼？有沒有空？可以來拯救嗎？ | 末日時在做什麼？有沒有空？可以來拯救嗎？ | 末日時在做什麼？有沒有空？可以來拯救嗎？ | 末日時在做什麼？有沒有空？可以來拯救嗎？ |
| ---------------------------------------- | ---------------------------------------- | ---------------------------------------- | ---------------------------------------- | ---------------------------------------- |
| 1                                        | 2014年11月1日                            | ISBN 978-4-04-102269-6                   | 2016年5月25日                            | ISBN 978-986-473-045-2                   |
| 2                                        | 2015年1月1日                             | ISBN 978-4-04-102270-2                   | 2016年8月11日                            | ISBN 978-986-473-228-9                   |
| 3                                        | 2015年7月1日                             | ISBN 978-4-04-103288-6                   | 2017年1月5日                             | ISBN 978-986-473-448-1                   |
| 4                                        | 2016年1月1日                             | ISBN 978-4-04-103835-2                   | 2017年3月20日                            | ISBN 978-986-473-554-9                   |
| 5                                        | 2016年4月1日                             | ISBN 978-4-04-104039-3                   | 2017年5月11日                            | ISBN 978-986-473-660-7                   |
| EX                                       | 2017年2月1日                             | ISBN 978-4-04-105179-5                   | 2017年12月21日                           | ISBN 978-957-853-127-7                   |
| 末日時在做什麼？能不能再見一面？         |                                          |                                          |                                          |                                          |
| 1                                        | 2016年4月1日                             | ISBN 978-4-04-104040-9                   | 2017年7月20日                            | ISBN 978-986-473-786-4                   |
| 2                                        | 2016年7月1日                             | ISBN 978-4-04-104655-5                   | 2018年3月26日                            | ISBN 978-957-564-076-7                   |
| 3                                        | 2016年12月1日                            | ISBN 978-4-04-104656-2                   | 2018年6月19日                            | ISBN 978-957-564-242-6                   |
| 4                                        | 2017年4月1日                             | ISBN 978-4-04-104657-9                   | 2018年9月12日                            | ISBN 978-957-564-429-1                   |
| 5                                        | 2017年10月1日                            | ISBN 978-4-04-104658-6                   | 2019年1月21日                            | ISBN 978-957-564-690-5                   |
| 6                                        | 2018年6月1日                             | ISBN 978-4-04-106867-0                   | 2019年4月10日                            | ISBN 978-957-564-850-3                   |
| 7                                        | 2018年12月1日                            | ISBN 978-4-04-107549-4                   | 2019年11月20日                           | ISBN 978-957-743-350-3                   |
| 8                                        | 2019年11月1日                            | ISBN 978-4-04-107550-0                   | 2020年12月17日                           | ISBN 978-986-524-125-4                   |
| 9                                        | 2020年11月1日                            | ISBN 978-4-04-109163-0                   | 2022年1月13日                            | ISBN 978-626-321-110-0                   |
| 10                                       | 2021年7月1日                             | ISBN 978-4-04-111410-0                   | 2022年8月10日                            | ISBN 978-626-321-670-9                   |
| 11                                       | 2021年7月30日                            | ISBN 978-4-04-111609-8                   | 2022年11月9日                            | ISBN 978-626-321-962-5                   |
| 末日時在做什麼？異傳 黎拉·亞斯普萊       |                                          |                                          |                                          |                                          |
| 1                                        | 2019年6月1日                             | ISBN 978-4-04-108256-0                   | 2020年9月21日                            | ISBN 978-957-743-969-7                   |
| 2                                        | 2020年6月1日                             | ISBN 978-4-04-109171-5                   | 2021年9月27日                            | ISBN 978-986-524-628-0                   |

### 漫畫
於2016年6月27日發售的《月刊Comic Alive》2016年8月號預先刊載《末日時在做什麼？有沒有空？可以來拯救嗎？》漫畫版。於2016年7月27日發售的《月刊Comic Alive》2016年9月號正式開始連載。
| 卷數 | KADOKAWA       | KADOKAWA               |
| 卷數 | 發售日期       | ISBN                   |
| ---- | -------------- | ---------------------- |
| 1    | 2017年2月23日  | ISBN 978-40-4069040-7  |
| 2    | 2017年6月23日  | ISBN 978-4-04-069249-4 |
| 3    | 2017年12月22日 | ISBN 978-4-04-069580-8 |
| 4    | 2018年6月23日  | ISBN 978-4-04-069883-0 |

## 電視動畫

### 製作人員
- 原作、系列構成：枯野瑛（KADOKAWA刊）
- 角色原案：ue
- 監督：和田純一
- 劇本：枯野瑛、根元歲三、永井真吾、望月真里子
- 角色設定、總作畫監督：今西亨
- 世界觀設定：Brunet Stanislas
- 概念設定：、淺沼信也、田中俊成
- 道具設計：福永純一
- 美術設定：一色美緒、佐藤正浩、塚本千晶、淺沼信也
- 色彩設計：高木雅人
- 美術監督：一色美緒
- 背景：Studio Wyeth
- 3DCG：向純平
- 攝影監督：久保田淳
- 編輯：定松剛
- 音響監督：本山哲
- 音樂：加藤達也
- 音樂製作人：齋藤滋
- 動畫製作人：金子文雄、山田良輔
- 音響製作：Dax Production
- 音樂製作：Lantis
- 動畫製作：SATELIGHT、C2C
- 製作：68號島·妖精倉庫

### 主題曲
片頭曲「DEAREST DROP」（第2話－第12話）
作詞、作曲：Q-MHz，編曲：增田武史，主唱：田所梓
片尾曲
（第1話－第5話、第7話－第11話）
作詞：唐澤美帆，作曲、編曲：南田健吾，主唱：TRUE
（第6話）
作詞：唐澤美帆，作曲、編曲：h-wonderer，主唱：TRUE
「Ever be my love」（第12話）
作詞、作曲、主唱：山田珠露，編曲：増田武史
插曲
「Scarborough Fair」（第1話、第12話）
作詞、作曲：英國民謠，編曲：加藤達也，主唱：山田珠露
「Always in my heart」（第1話、第3話、第12話）
作詞、主唱：山田珠露，作曲、編曲：加藤達也
「Call you」（第9話）
作詞、作曲、主唱：山田珠露，編曲：山下洋介

### 各話列表
| 話數 | 標題                          | 劇本       | 分鏡               | 演出             | 作畫監督 |
| ---- | ----------------------------- | ---------- | ------------------ | ---------------- | --- |
| #1   | 在這太陽西斜的世界            | 枯野瑛     | 和田純一           | 池下博紀         | 下條祐未、山田英子                                                                                                   |
| #2   | 在天上的森林之中              | 望月真里子 | 安田賢司           | 岩本保雄         | 齋藤温子、山田真也                                                                                                   |
| #3   | 等這場仗結束之後              | 永井真吾   | 和田純一           | 西野武志         | 大澤美奈、河野繪美、下條祐未、山田英子                                                                               |
| #4   | 不歸人與持續等待的人們        | 根元歲三   | 安齋剛文           | 安田賢司         | 杉本功 |
| #5   | 人人都本著正義之名            | 望月真里子 | 矢吹勉             | 矢吹勉、山本貴之 | 齋藤温子、松尾信之、芳賀亮、大澤美奈、飯飼一幸、永野孝明、横山友紀、平野繪美、壽惠理子、大木比呂、吉田巧介、谷口繁則 |
| #6   | 不會消失的過去,逐漸消失的未來 | 望月真里子 | 和田純一、池下博紀 | 池下博紀         | 山田英子、山田真也、太田彬彦                                                                                         |
| #7   | 我回來了                      | 永井真吾   | 岩本保雄           | 筑紫大介         | 長坂寬治、半田大貴、宮西多麻子                                                                                       |
| #8   | 即使那夕陽西斜                | 根元歲三   | 西野武志、佐藤英一 | 西野武志         | 松尾信之、芳賀亮、下條祐未                                                                                           |
| #9   | 即使看不見未來                | 永井真吾   | 佐藤英一、三浦和也 | 佐藤英一         | 大久保義之、坂本俊太、式地幸喜、陣內美帆、出野喜則                                                                   |
| #10  | 此時此刻的光輝                | 根元歲三   | 安齋剛文           | 安齋剛文         | 河野繪美、齋藤溫子、山田真也                                                                                         |
| #11  | 請不要忘記                    | 枯野瑛     | 池下博紀           | 池下博紀         | 山田英子、松尾信之、長坂寬治、太田彬彥、永野孝明、吉田巧介                                                           |
| #12  | 世界上最幸福的女孩            | 枯野瑛     | 和田純一           | 和田純一         | 下條祐未、山田真也、齋藤温子、山田英子、松尾信之、吉田巧介、桑原良介、河野繪美、長坂寬治                             |

### BD&DVD
| 卷數        | 發行日期       | 收錄話數       | 規格編號  | 規格編號   |
| 卷數        | 發行日期       | 收錄話數       | BD        | DVD        |
| ----------- | -------------- | -------------- | --------- | ---------- |
| 1           | 2017年6月28日  | 第1話－第2話   | KAXA-7501 | KABA-10528 |
| 2           | 2017年7月26日  | 第3話－第4話   | KAXA-7502 | KABA-10529 |
| 3           | 2017年8月23日  | 第5話－第6話   | KAXA-7503 | KABA-10530 |
| 4           | 2017年9月27日  | 第7話－第8話   | KAXA-7504 | KABA-10531 |
| 5           | 2017年10月25日 | 第9話－第10話  | KAXA-7505 | KABA-10532 |
| 6           | 2017年11月29日 | 第11話－第12話 | KAXA-7506 | KABA-10533 |
| Blu-ray BOX | 2022年9月28日  | 第1話－第12話  | KAXA-9936 | 不適用     |

| 卷數  | Track | 副標 |
| ----- | ----- | ---- |
| 第1巻 | 01    |      |
| 第1巻 | 02    |      |
| 第1巻 | 03    |      |
| 第1巻 | 04    |      |
| 第1巻 | 05    |      |
| 第1巻 | 06    |      |
| 第1巻 | 07    |      |
| 第1巻 | 08    |      |
| 第1巻 | 09    |      |
| 第1巻 | 10    |      |
| 第1巻 | 11    |      |
| 第1巻 | 12    |      |
| 第1巻 | 13    |      |
| 第1巻 | 14    |      |
| 第2巻 |       |      |
| 第3巻 |       |      |
| 第4巻 |       |      |
| 第5巻 |       |      |
| 第6巻 |       |      |

其中，廣播劇第一卷部分劇情相互聯繫。第六卷部分劇情NETA自古籍研究社系列。

### 播放電視台
日本深夜動畫：下文記載的日本国内播放時間使用日本標準時間（UTC+9）表示。因為部分時間标识會採用30小时制，因此請留意这类超过24:00的时间，其實際播放時間為翌日清晨。
| 播放地區 | 播放電視台     | 播放日期               | 播放時間                  | 備註 |
| -------- | -------------- | ---------------------- | ------------------------- | ---- |
| 日本全國 | AT-X           | 2017年4月11日－6月27日 | 星期二 23時30分－24時00分 |      |
| 東京都   | 東京都會電視台 | 2017年4月13日－6月29日 | 星期四 1時05分－1時35分   |      |
| 京都府   | 京都放送       | 2017年4月13日－6月29日 | 星期四 1時05分－1時35分   |      |
| 兵庫縣   | SUN電視台      | 2017年4月13日－6月29日 | 星期四 1時30分－2時00分   |      |
| 愛知縣   | 愛知電視台     | 2017年4月13日－6月29日 | 星期四 2時35分－3時05分   |      |
| 福岡縣   | TVQ九州放送    | 2017年4月13日－6月29日 | 星期四 2時35分－3時05分   |      |
| 日本全國 | d動畫商城      | 2017年4月13日－6月29日 | 星期四 12時00分 更新      |      |
| 日本全國 | 日本BS放送     | 2017年4月15日－7月1日  | 星期六 3時00分－3時30分   |      |

- 海外香港的ANIMAX台，逢星期三與星期四，8:00-9:00PM播放，台灣則於2018年2月23日的21:30首次播出台灣配音。

## 腳註

### 來源
1. ↑  枯野瑛. . Twitter. 2017-04-25  [2017-08-02]. （原始内容存档于2020-04-14）.
2. ↑   《這本輕小說真厲害！》編輯部. . 日本: 寶島社. 2015-11-21. ISBN 978-480-024-766-7 （日语）.
3. ↑  . 巴哈姆特電玩資訊站. 2015-11-27  [2016-12-03]. （原始内容存档于2016-12-20）.
4. 1 2  . 台灣角川.   [2016-12-01]. （原始内容存档于2018-02-28）.
5. ↑  . In-news.com. 2016-07-01  [2016-12-04]. （原始内容存档于2016-12-20） （日语）.
6. ↑  .   [2016-12-04]. （原始内容存档于2017-08-01） （日语）.
7. ↑  . 電視動畫「末日時在做什麼？有沒有空？可以來拯救嗎？」官方網站.   [2017-04-30]. （原始内容存档于2017-04-25） （日语）.
8. 1 2  末日时在做什么？有没有空？可以来拯救吗？ BD ① 【限定盤】 軍事報告書1
9. ↑  . 電視動畫「末日時在做什麼？有沒有空？可以來拯救嗎？」官方網站.   [2017-04-30]. （原始内容存档于2017-04-25） （日语）.
10. ↑  . 電視動畫「末日時在做什麼？有沒有空？可以來拯救嗎？」官方網站.   [2017-04-30]. （原始内容存档于2017-04-25） （日语）.
11. ↑  末日时在做什么？有没有空？可以来拯救吗？ BD ② 【限定盤】 軍事報告書2
12. ↑  . 電視動畫「末日時在做什麼？有沒有空？可以來拯救嗎？」官方網站.   [2017-04-30]. （原始内容存档于2017-04-25） （日语）.
13. ↑  . 電視動畫「末日時在做什麼？有沒有空？可以來拯救嗎？」官方網站.   [2017-04-30]. （原始内容存档于2017-04-25） （日语）.
14. 終末なにしてますか？　もう一度だけ、会えますか？　#04 『その罪人を追え、そして』
15. ↑  . 電視動畫「末日時在做什麼？有沒有空？可以來拯救嗎？」官方網站.   [2017-04-30]. （原始内容存档于2017-04-25） （日语）.
16. ↑  . 電視動畫「末日時在做什麼？有沒有空？可以來拯救嗎？」官方網站.   [2017-04-30]. （原始内容存档于2017-04-30） （日语）.
17. ↑  . 電視動畫「末日時在做什麼？有沒有空？可以來拯救嗎？」官方網站.   [2017-04-30]. （原始内容存档于2017-04-25） （日语）.
18. ↑  . 電視動畫「末日時在做什麼？有沒有空？可以來拯救嗎？」官方網站.   [2017-04-30]. （原始内容存档于2017-04-25） （日语）.
19. ↑  . 電視動畫「末日時在做什麼？有沒有空？可以來拯救嗎？」官方網站.   [2017-04-30]. （原始内容存档于2017-04-25） （日语）.
20. ↑  . 電視動畫「末日時在做什麼？有沒有空？可以來拯救嗎？」官方網站.   [2017-04-30]. （原始内容存档于2017-04-25） （日语）.
21. ↑  . 電視動畫「末日時在做什麼？有沒有空？可以來拯救嗎？」官方網站.   [2017-04-30]. （原始内容存档于2017-04-25） （日语）.
22. ↑  . 電視動畫「末日時在做什麼？有沒有空？可以來拯救嗎？」官方網站.   [2017-04-30]. （原始内容存档于2017-04-25） （日语）.
23. ↑  . 電視動畫「末日時在做什麼？有沒有空？可以來拯救嗎？」官方網站.   [2017-04-30]. （原始内容存档于2017-04-25） （日语）.
24. ↑  . 電視動畫「末日時在做什麼？有沒有空？可以來拯救嗎？」官方網站.   [2017-04-30]. （原始内容存档于2017-04-25） （日语）.
25. ↑  末日时在做什么？有没有空？可以来拯救吗？ BD ① 【限定盘】 军事报告书1
26. ↑  . 電視動畫「末日時在做什麼？有沒有空？可以來拯救嗎？」官方網站.   [2017-04-30]. （原始内容存档于2017-04-25） （日语）.
27. 1 2 3   5
28. ↑  . 電視動畫「末日時在做什麼？有沒有空？可以來拯救嗎？」官方網站.   [2017-04-30]. （原始内容存档于2017-04-25） （日语）.
29. ↑  . 電視動畫「末日時在做什麼？有沒有空？可以來拯救嗎？」官方網站.   [2017-04-30]. （原始内容存档于2017-04-25） （日语）.
30. ↑   4
31. ↑  末日時在做什麼？能不能再見一面？第六捲後記
32. ↑   4/5
33. ↑  . KADOKAWA.   [2016-12-01]. （原始内容存档于2019-04-07） （日语）.
34. ↑  . KADOKAWA.   [2016-12-01]. （原始内容存档于2017-01-29） （日语）.
35. ↑  . 台灣角川.   [2016-12-01]. （原始内容存档于2018-02-28）.
36. ↑  . KADOKAWA.   [2016-12-01]. （原始内容存档于2017-01-29） （日语）.
37. ↑  . 台灣角川.   [2016-12-04]. （原始内容存档于2018-02-28）.
38. ↑  . KADOKAWA.   [2016-12-01]. （原始内容存档于2017-01-29） （日语）.
39. ↑  . 台灣角川.   [2017-02-15]. （原始内容存档于2018-02-28）.
40. ↑  . KADOKAWA.   [2016-12-01]. （原始内容存档于2018-06-19） （日语）.
41. ↑  . 台灣角川.   [2017-05-31]. （原始内容存档于2018-02-28）.
42. ↑  . KADOKAWA.   [2017-01-19]. （原始内容存档于2017-01-31） （日语）.
43. ↑  . 台灣角川.   [2017-11-10]. （原始内容存档于2018-02-28）.
44. ↑  . KADOKAWA.   [2016-12-01]. （原始内容存档于2018-08-28） （日语）.
45. ↑  . 台灣角川.   [2017-06-20]. （原始内容存档于2018-02-28）.
46. ↑  . KADOKAWA.   [2016-12-01]. （原始内容存档于2018-07-11） （日语）.
47. ↑  . 台灣角川.   [2018-02-28]. （原始内容存档于2018-02-28）.
48. ↑  . KADOKAWA.   [2016-12-01]. （原始内容存档于2016-12-01） （日语）.
49. ↑  . 台灣角川.   [2018-05-27]. （原始内容存档于2018-05-27）.
50. ↑  . KADOKAWA.   [2017-03-11]. （原始内容存档于2017-03-12） （日语）.
51. ↑  . 台灣角川.   [2018-09-12]. （原始内容存档于2018-09-12）.
52. ↑  . KADOKAWA.   [2017-09-29]. （原始内容存档于2017-08-31） （日语）.
53. ↑  . 台灣角川.   [2019-01-21]. （原始内容存档于2019-01-26）.
54. ↑  . KADOKAWA.   [2018-04-19]. （原始内容存档于2018-04-17） （日语）.
55. ↑  . 台灣角川.   [2019-04-10]. （原始内容存档于2019-04-10）.
56. ↑  . KADOKAWA.   [2018-11-09]. （原始内容存档于2018-11-09） （日语）.
57. ↑  . 台灣角川.   [2020-09-22].[]
58. ↑  . KADOKAWA.   [2019-10-07]. （原始内容存档于2019-10-07） （日语）.
59. ↑  . 台灣角川.   [2021-01-20]. （原始内容存档于2021-01-27）.
60. ↑  . KADOKAWA.   [2020-11-07]. （原始内容存档于2020-11-07） （日语）.
61. ↑  . 台灣角川官方網站 | 線上購物.   [2022-11-19]. （原始内容存档于2022-11-19） （中文（臺灣））.
62. ↑  . KADOKAWA.   [2021-07-01]. （原始内容存档于2021-07-01） （日语）.
63. ↑  . 台灣角川官方網站 | 線上購物.   [2022-11-19]. （原始内容存档于2022-11-19） （中文（臺灣））.
64. ↑  . KADOKAWA.   [2021-07-30]. （原始内容存档于2021-07-30） （日语）.
65. ↑  . 台灣角川官方網站 | 線上購物.   [2022-11-19]. （原始内容存档于2022-11-19） （中文（臺灣））.
66. ↑  . KADOKAWA.   [2019-05-14]. （原始内容存档于2019-05-09） （日语）.
67. ↑  . 台灣角川.   [2020-09-22].[]
68. ↑  . KADOKAWA.   [2020-06-01]. （原始内容存档于2020-06-16） （日语）.
69. ↑  . 台灣角川.   [2021-09-27]. （原始内容存档于2021-11-15）.
70. ↑  . 東販.   [2017年3月5日]. （原始内容存档于2017年3月5日） （日语）.
71. ↑  . natalie. 2016年7月27日  [2017年3月5日]. （原始内容存档于2017年3月5日） （日语）.
72. ↑  . KADOKAWA.   [2017-07-03]. （原始内容存档于2017-07-03） （日语）.
73. ↑  . KADOKAWA.   [2017-07-03]. （原始内容存档于2017-07-07） （日语）.
74. ↑  . KADOKAWA.   [2017-12-22]. （原始内容存档于2017-12-15） （日语）.
75. ↑  . KADOKAWA.   [2020-06-16]. （原始内容存档于2020-06-16） （日语）.
76. ↑  . niconico news. 2017-02-05  [2017-02-05]. （原始内容存档于2017-02-06） （日语）.
77. ↑  . Lantis. 2017-02-22  [2017-02-22]. （原始内容存档于2017-02-23） （日语）.
78. ↑  . 電視動畫「末日時在做什麼？有沒有空？可以來拯救嗎？」官方網站.   [2017-04-30]. （原始内容存档于2017-05-04） （日语）.
79. ↑  . 電視動畫「末日時在做什麼？有沒有空？可以來拯救嗎？」官方網站.   [2017-04-30]. （原始内容存档于2017-04-25） （日语）.

## 外部連結
- 末日時在做什麼？有沒有空？可以來拯救嗎？作品KADOKAWA官網 （页面存档备份，存于） （日語）
- 作者個人網站 （页面存档备份，存于） （日語）
- 電視動畫 末日時在做什麼？有沒有空？可以來拯救嗎？公式官網 （页面存档备份，存于） （日語）
- 電視動畫的X（前Twitter）（日語）